# Скобелевка (Башкортостан)
Скобелевка (баш. Скобелевка) — деревня в Белебеевском районе Республики Башкортостан Российской Федерации. Входит в состав Малиновского сельсовета.

## География

### Географическое положение
Расстояние до:
- районного центра (Белебей): 14 км,
- центра сельсовета (Малиновка): 1 км,
- ближайшей ж/д станции (Аксаково): 5 км.

## История
Закон «О внесении изменений в административно-территориальное устройство Республики Башкортостан в связи с образованием, объединением, упразднением и изменением статуса населенных пунктов, переносом административных центров» от 20 июля 2005 года N 211-з постановил:
ст. 2. Объединить следующие населенные пункты с сохранением наименований:
2) в Белебеевском районе:

в) посёлок разъезда Мелеуз и деревню Скобелевка Малиновского сельсовета, установив объединенному населенному пункту тип поселения — деревня, с сохранением наименования «Скобелевка»;

## Население
| 2002 | 2009 | 2010 |
| ---- | ---- | ---- |
| 98   | ↗120 | ↘114 |

Согласно переписи 2002 года, преобладающие национальности — башкиры (43 %), русские (38 %).